# Бехівський гранітний кар'єр
Бехівський гранітний кар'єр — працює з 2006 року на території, яка належала до другої категорії Чорнобильської зони, поблизу колишнього села Бехи (у 1980-ті роки було виселене). Станом на 2020-ті роки — бюджетоутвоюрюче підприємство Житомирської області. За 2006—2021 роки в підприємство було проінвестовано понад 20 млн євро.
Бехівський гранітний кар'єр — одне з найсучасніших підприємств України з виробництва якісної щебеневої продукції.
У травні 2021 року Бехівський гранітний карєр придбав холдинг MS|Capital. Оновлено парк спеціалізованої кар'єрної техніки.
БГК зараз постачає сировину для багатьох ключових інфраструктурних об'єктів по всій країні.